# Astragalus terektensis
Astragalus terektensis là một loài thực vật có hoa trong họ Đậu. Loài này được Fisjun miêu tả khoa học đầu tiên.